# Font de l'Ús
La Font de l'Ús és una font del terme de la Pobla de Segur, al Pallars Jussà. Pertanyia al poble de Gramuntill.
Està situada a 540 m. alt., a la part nord-oriental del terme, dins del territori que fou de Gramuntill. És al costat nord de la carretera, i hi està indicada, prop i a llevant de la fita quilomètrica 305.